# Guanás
Los guanás, enlhet, kaskihá o cashquiha, son un pueblo indígena del Chaco Boreal en Paraguay. El etnónimo guaná proviene de los mbayaes, quienes los habían sometido y denominaban guaná-niyolola. Ellos se autodenominan enlhet, nombre que también utilizan los lenguas del sur.
No deben confundirse con otro pueblo del mismo nombre, también llamados kinikinao, chuala o equinao del Mato Grosso del Sur en Brasil, relacionado con los terenas.

## Idioma guaná
Su lengua, denominada vana peema, pertenece a la familia lingüística Lengua-maskoy. Esta familia está conformada por 6 lenguas:
- Angaité (enenlhet)
- Guaná (vana, enlhet o kaskiha)
- Enlhet
- Enxet
- Sanapaná (nenlhet)
- Toba-maskoy (enenlhet)

El idioma guaná se divide tradicionalmente entre los dialectos layana (o niguecactemigi) y echoaldi (echonoana o chararana). 
Los guanás están adoptando el idioma guaraní paraguayo a medida que se mixogenizan con otras etnias, estando en peligro de extinción su idioma ya que los jóvenes lo desconocen actualmente. Por esta razón se ha iniciado un intento de enseñanza de esta lengua a los escolares guanás.

## Reducciones guanás
En 1760 el jesuita Manuel Durán fundó la reducción de San Juan Nepomuceno al oeste del río Paraguay con guanás que se hallaban sometidos a los mbayaes. Al momento de la expulsión de los jesuitas en 1768 contaba con 600 indígenas reducidos.
Otra reducción también denominada San Juan Nepomuceno fue fundada por el gobernador del Paraguay Lázaro de Rivera el 20 de noviembre de 1797 en Caazapá. Los reducidos fueron guanás de la parcialidad de los charavanás del Alto Paraguay, que para realizar tareas temporarias en Asunción y escapar de los mbayes se habían asentado en la zona de los ríos Ipané y Aquidaban. Su primer cura doctrinero fue Antonio Bogarín. Se guaranizó poco después por mestizaje con mujeres guaraníes.

## Censos
De acuerdo al Censo Indígena de 1995 eran 1645 individuos distribuidos entre las localidades de Puerto Sastre, María Casilda y Puerto Casado a orillas del río Paraguay en donde trabajan en las fábricas de tanino.
De acuerdo a los resultados del III Censo Nacional de Población y Viviendas para Pueblos Indígenas de 2012 en Paraguay viven solo 86 guanás en el departamento de Concepción.